# Elias Schrenk

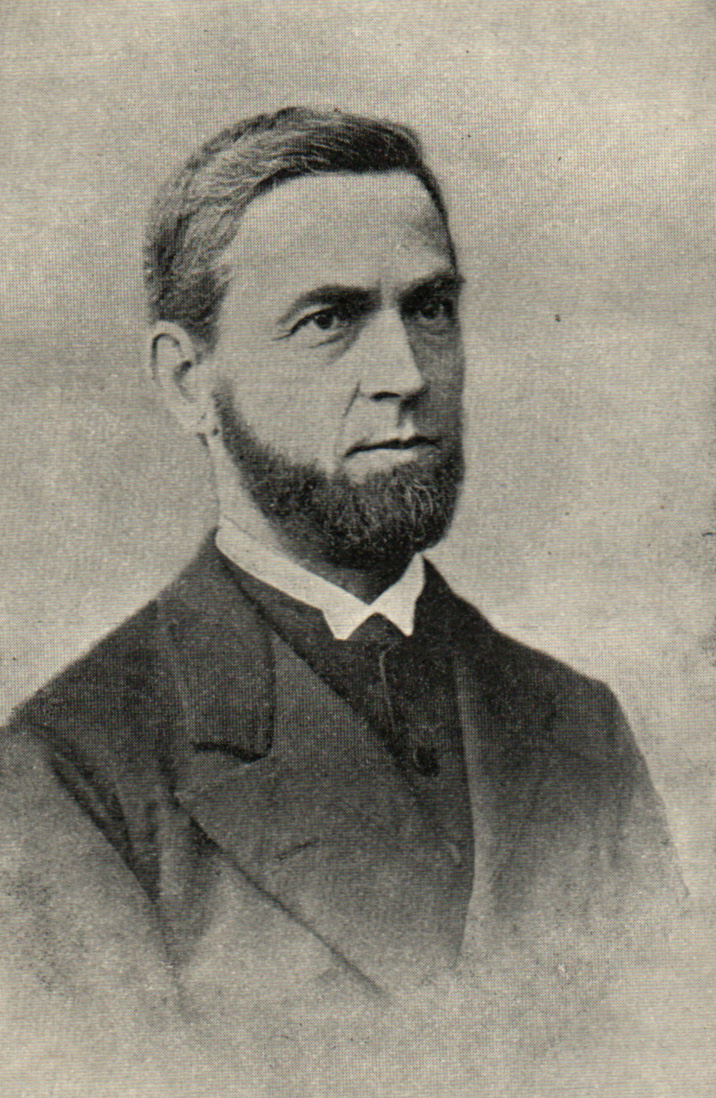
Elia Schrenk

Elias Schrenk (Hausen ob Verena, 19 september 1831 – Bielefeld, 21 oktober 1913) was een Duitse koopman, protestantse missionaris en opwekkingspredikant van het piëtisme ook bekend als de heiligingsbeweging.

## Biografie
Schrenk is opgegroeid in een gezin van drie kinderen. Zijn vader werkte als kleermaker, handelaar en boer. Als jongen van 16 jaar volgde Elias Schrenk in 1847 volgde Elias Schrenk in in Tuttlingen een opleiding tot koopman. Vanwege zijn opleiding reisde hij ook naar het buitenland. Hij kwam al vroeg in contact met christelijke gelovigen. In 1853 ging hij werken voor de piëtistische sociale werkgever en ondernemer Carl Mez in Freiburg. Het leven van Carl Mez maakte indruk op Elias Schrenk. In deze tijd kwam hij zelf tot een levend geloof. In 1854 ging hij naar het zendingsseminarie van de Basel Missie. In deze periode werd zijn geloof gevormd door leraren Wolfgang Friedrich Geß, Theodor Haug en verantwoordelijke voor de Basel Missie Joseph Friedrich Josenhans. Volgens zijn eigen verklaringen in zijn autobiografie genas Dorothea Trudel hem in 1858 door handoplegging van een zenuwaandoening.
Elias Schrenk werkte van 1859 tot 1872 als missionaris voor de Basel Missie aan de Goudkust (nu Ghana) in West-Afrika. Een deel van deze tijd was hij verantwoordelijk voor de missie. Om te herstellen bracht hij van 1865 tot 1866 een jaar door in het kuuroord Heiden in Appenzell, waar hij ook werkte als kuuroordpastor. In 1866 is hij getrouwd met de Zwitserse domineesdochter Berta Tappolett. Om gezondheidsredenen moest hij vanuit Afrika naar Duitsland terugkeren, en hij was van 1873 tot 1874 pastor in Davos, daarna kort in Engeland, waar hij de evangelisten Dwight Lyman Moody en Ira Sankey ontmoette.
In 1875 ging Schrenk wonen in Frankfurt am Main en werd een reizende prediker voor de Basel Missie in de deelstaten Hessen en Thüringen. Hij was ook verantwoordelijk voor het lokale missiefonds en het redigeren van het Starkenburger Missieblad. Carl Heinrich Rappard en Otto Stockmayer, die ook tot de Heiligheidsbeweging behoorden, werden in die periode zijn vrienden en bleven dat voor de rest van hun leven. In Londen bezocht hij de oprichters van het Leger des Heils, William en Catherine Booth. Hij was diep onder de indruk van hun werk maar vond hun manier van evangelisatie te opzichtig.
Van 1879 tot 1886 was hij predikant voor de Evangelische Gemeente van het kanton Bern in Zwitserland. Hij wist een groot publiek van enkele honderden mensen te trekken. Waardoor ze voor de zondagdienst moesten uitwijken naar een grotere kerk. Zoals gebruikelijk was in de heiligheidsbeweging van die tijd, hield hij ook bijbelstudies en opwekkingsbijeenkomsten in de omgeving van Bern. Zo preekte hij ook in danszalen en sporthallen en riep hij mensen op tot bekering tot God. De Evangelische Gemeente beleefde in die tijd een periode van grote groei en bloei. Het leven van Elias Schrenk maakte indruk op zijn medewerker Franz Eugen Schlachter en hij ging Schrenk zien als zijn geestelijke voorbeeld.
Na zijn periode in Zwitserland werd Schrenk vanaf 1886 tot aan zijn dood in 1913 een rondreizende prediker in Duitsland. Hij werd gezien als een ernstige en overtuigende opwekkingsprediker. In 1893 spraken Hudson Taylor, Eduard Graf von Pückler en Schrenk op een grote christelijke studentenconferentie in Frankfurt am Main. Een van de deelnemers was de latere theologieprofessor Karl Heim uit Tübingen, die na een preek van Schrenk een persoonlijk gesprek met hem had. In dit gesprek beloofde Karl Heim onvoorwaardelijk trouw aan God en beleefde een radicaal nieuw begin van zijn geloofsleven. Karl Heim zag dit als zijn wedergeboorte.
In 1888 nam hij deel aan de eerste Pinksterconferentie in Gnadau, Thüringen, waaruit in 1897 het evangelische Gnadauer samenwerkingsverband ontstond. Schrenk was een van de sprekers op de pinksterconferentie en presenteerde zijn meertraps-evangelisatiemethode aan de gemeente. Op de 14e Gnadauer Pinksterconferentie in Wernigerode was Elias Schrenk de hoofdprediker. Hij nam daar stelling in tegen de pinkstergemeentes. Schrenk was een van de ondertekenaars van de zogenaamde Verklaring van Berlijn in 1909, waarin de Duitse gemeenschap zich onderscheidde van de nieuw opkomende pinkstergemeente, hoewel Schrenk zelf en in zijn bediening ook genezingservaringen meemaakten.

## Zijn bediening als evangelist en predikant
In Duitstalige landen wordt Schrenk beschouwd als de vader van de oorspronkelijke evangelisatie. Zijn manier van werken is vergelijkbaar met die Dwight Lyman Moody. Zijn preken werden gevormd door persoonlijke ervaringen van geloof en gebed, was bedoeld om de toehoorders te leiden tot erkenning van zonde, berouw, bekering, geloof in Jezus Christus en ook tot zekerheid van de redding van hun ziel. Ook besteedde hij in zijn preek aandacht aan de zogenaamde voorkomende genade. Als pastor merkte hij het verschil in begrip van het geloof bij zijn toehoorders. Ook verzorgde hij pastorale nazorg en bijbelonderwijs voor nieuwe bekeerlingen.
Niet iedereen was ontvankelijk voor de boodschap van Schrenk. Soms kon hij alleen werken en prediken tegen sterk verzet van de bevolking in. Het gebeurde dat hij is overgoten met mest of dat er werd geschoten op de zaal waar hij aan het prediken was. Een keer is hij aangevallen door mannen in dameskleding gewapend met knuppels. Ondanks alle tegenstand verkondigde hij met grote overtuiging het evangelie.

## Herdenkingsdag
- 21 oktober in de evangelische namenkalender.